# Het mysterie van de Mondscheinsonate
Het mysterie van de Mondscheinsonate is een Nederlandse film uit 1935 van Kurt Gerron, in geluid en zwart-wit, gebaseerd op de verhalen rond inspecteur Lund van Willy Corsari.
Het was de tweede grote film uit het productiehuis genaamd Filmstad Wassenaar van Loet Barnstijn. De film was een tijd vermist, dook weer op halverwege de jaren 1990, maar was niet geheel compleet. Mede dankzij een kopie kon de film opnieuw worden uitgebracht, nu op dvd, gerestaureerd dankzij het Filmmuseum.

## Verhaal

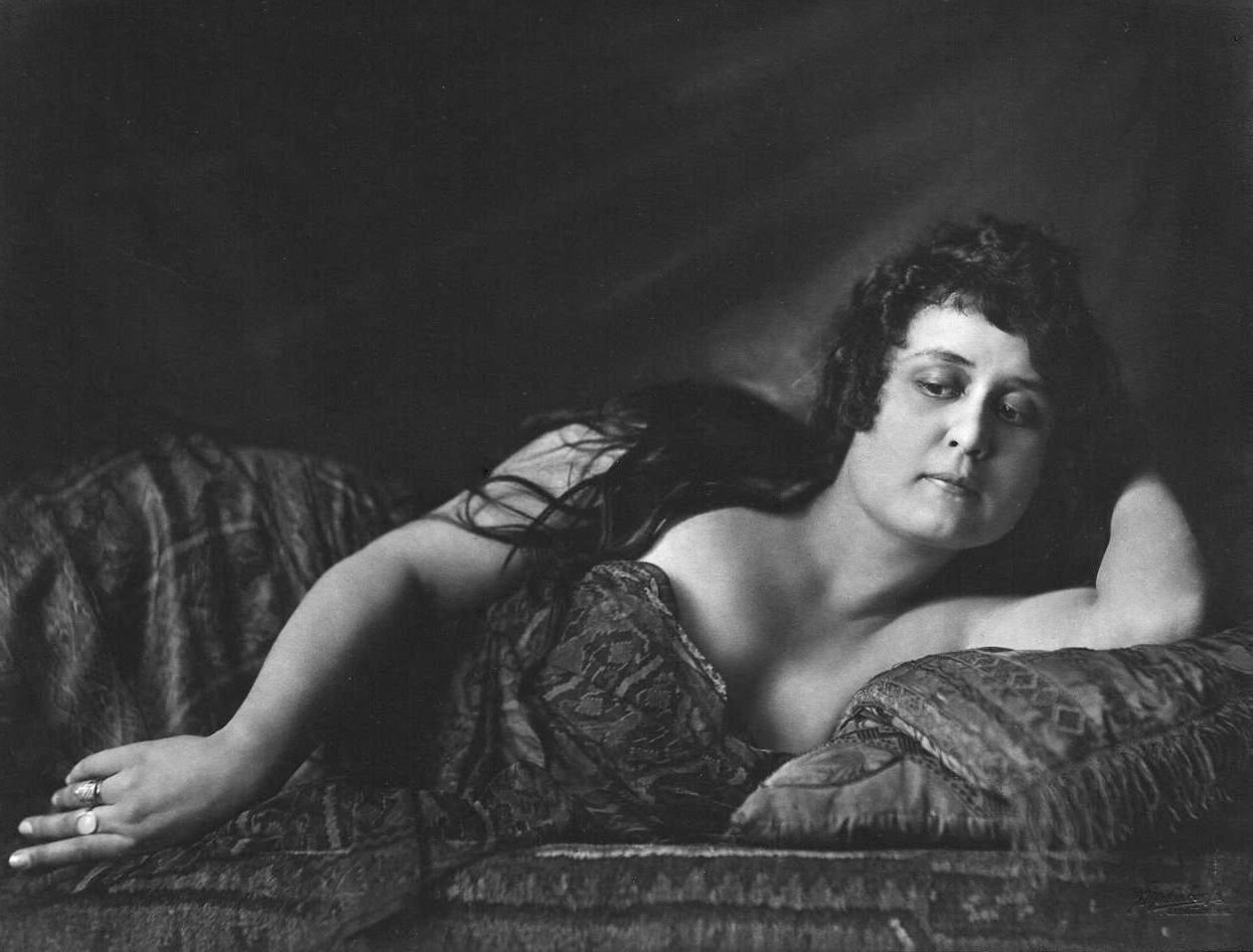
Schrijfster Willy Corsari.

Enrica Maerlant was ooit een succesvolle danseres, maar is tegenwoordig een verveelde huisvrouw die ongelukkig getrouwd is met Maerlant, een rijke zakenman die twee kinderen uit een eerder huwelijk heeft: Lucie en Joost. Enrica waagt zich aan een affaire met Sascha Darinoff, haar vroegere danspartner. Ondanks dat haar dit wordt afgeraden door haar dominante oudere zus Katherina, zegt ze een concertbezoek met haar man af om een intieme avond door te brengen met Darinoff. Tijdens een dans op de Mondscheinsonate wordt ze plotseling doodgeschoten.
De strenge inspecteur Lund verschijnt ten tonele om te ontrafelen wie haar vermoord heeft. Meerdere mensen hebben motieven om een einde aan Enrica's leven te willen maken: Lucie denkt dat Enrica constant flirtte met haar geliefde Jan, Liesbeth vermoedt dat haar man Thijs, de chauffeur van Maerlant, een affaire had met Enrica, haar man vermoedt ook dat er sprake was van ontrouw en Darinoffs danspartner Yva was jaloers op Darinoffs onverdeelde aandacht voor Enrica. Ook Darinoff maakt zich verdacht, omdat hij ontkent Enrica te hebben bezocht terwijl zijn voetsporen zijn aangetroffen. Bovendien heeft Maerlant hem, vlak na het geloosde schot, uit het raam zien springen en wegrennen. Onder druk bekent hij de moord te hebben gepleegd.
Desondanks is inspecteur Lund niet zeker van Darinoffs medeplichtigheid. Hij ziet nu ook Joost als verdachte, omdat hij vlak na haar dood de ring van zijn stiefmoeder heeft gestolen. Ook Thijs gedraagt zich verdacht, aangezien hij een valse verklaring geeft. Het enige spoor dat Lund heeft is de Mondscheinsonate, dat hij via de telefoon hoorde spelen tijdens Enrica's dood. De volgende dag blijkt Liesbeth ernstig ziek. Ze kan niet meer functioneren, maar herhaalt enkel dat ze weet wie de moordenaar is. Als hij haar bezoekt probeert een onbekende Liesbeth dood te schieten, maar Lund redt haar. De mysterieuze persoon kon vluchten voordat Lund zag wie het was.
Vlak na het ontdekken van een nieuw spoor dat hem leidt naar Lucie, wordt hij het laatste slachtoffer van de moordenaar. Net als hij op brief wil onthullen wie de dader is, wordt hij vergiftigd. Echter, hij wordt de volgende dag wakker. Via een getuigenis van Thijs' zoon Bertie, komt Lund tot de conclusie dat Darinoff de moordenaar niet was. Hij onthult dat hij tot de conclusie gekomen is dat Katherine de dader is. Zij bekent de moord en legt uit dat ze haar zus doodschoot omdat Enrica haar dreigde te verstoten van de familie. Ondanks haar berouw wordt ze in hechtenis genomen.

## Rolbezetting

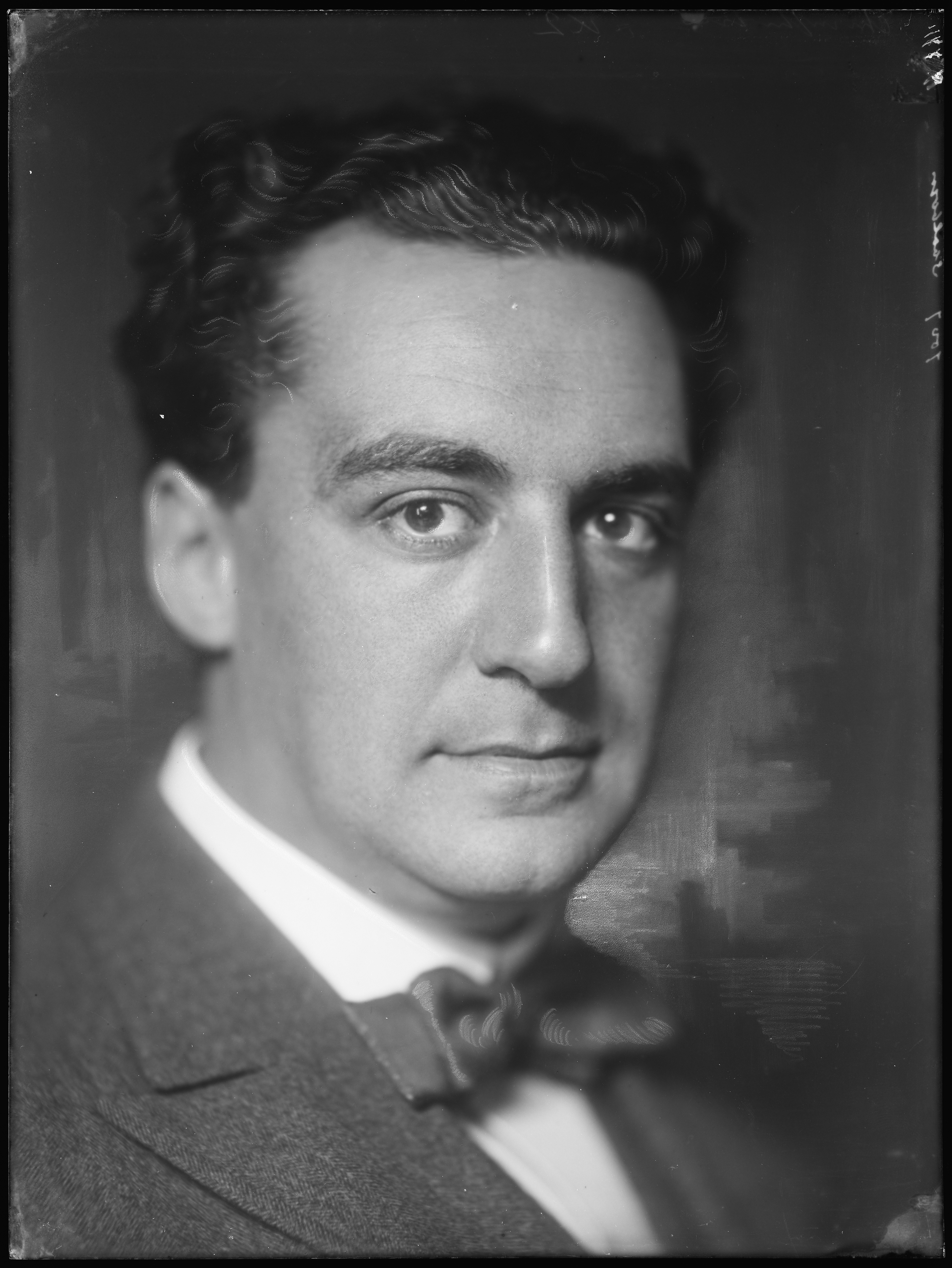
Louis Saalborn

| Acteur            | Personage                       |
| ----------------- | ------------------------------- |
| Louis de Bree     | Inspecteur Lund                 |
| Wiesje van Tuinen | Enrica Maerlant                 |
| Louis Saalborn    | Maerlant, haar man              |
| Annie Verhulst    | Katherina, haar zuster          |
| Egon Karter       | Sascha Darinoff                 |
| Darja Collin      | Yva, Darinoffs danspartner      |
| Enny Meunier      | Lucie Maerlant                  |
| Wim Pauw          | Joost Maerlant                  |
| Claire Claery     | Malchen, de Duitse dienstmeid   |
| Bill Benders      | Chauffeur Thijs                 |
| Ank van der Moer  | Liesbeth, zijn vrouw            |
| Harry Dresselhuys | Jan, Lucie's verloofde          |
| Raoul de Bock     | Bertie, Thijs en Liesbeths zoon |